# Titania (astronomia)
Titania è la più grande delle lune di Urano e, con un diametro di 1578 km, l'ottava del sistema solare. Scoperta da William Herschel nel 1787, Titania prende il nome dalla Regina delle Fate in Sogno di una notte di mezza estate di Shakespeare.
Titania è costituita da ghiaccio e roccia in misura all'incirca uguale, ed è probabilmente differenziata in un nucleo di roccia e un mantello di ghiaccio. Uno strato di acqua liquida potrebbe essere presente al confine tra nucleo e mantello. La superficie di Titania (piuttosto scura e leggermente rossa) sembra essere stata modellata sia da impatti che da processi endogeni. È coperta da numerosi crateri da impatto che raggiungono i 326 km di diametro, ma in misura minore rispetto alla superficie della luna più esterna di Urano, Oberon. Titania probabilmente ha subito un precoce evento di ripavimentazione endogena che ha modificato la sua vecchia superficie molto craterizzata. La superficie di Titania è attraversata da un sistema di enormi canyon e scarpate, come risultato dell'espansione del suo interno durante le ultime fasi della sua evoluzione. Come tutte le lune maggiori di Urano, Titania si è probabilmente formata da un disco di accrescimento che circondava il pianeta poco dopo la sua formazione.
La spettroscopia agli infrarossi condotta dal 2001 al 2005 ha rivelato la presenza di ghiaccio d'acqua e di anidride carbonica ghiacciata sulla superficie di Titania, il che indica che la luna potrebbe possedere una tenue atmosfera di anidride carbonica con una pressione superficiale di circa un decitrilionesimo di bar. Misurazioni della pressione superficiale durante l'occultazione di una stella da parte di Titania hanno stabilito un limite superiore di 10-20 nbar.
A tuttora il sistema di Urano è stato studiato da vicino una sola volta, dalla sonda Voyager 2 nel gennaio 1986. Ci sono volute diverse immagini di Titania per ottenere la mappatura del 40% circa della sua superficie.

## Scoperta
Titania fu scoperta da William Herschel l'11 gennaio 1787, lo stesso giorno in cui scoprì Oberon, la seconda luna di Urano in ordine di grandezza. In seguito egli annunciò la scoperta di altri quattro satelliti, annuncio rivelatosi in seguito non veritiero. Per quasi cinquant'anni dopo la loro scoperta, Titania e Oberon non vennero osservate da nessun altro strumento oltre a quello di William Herschel, anche se sarebbe stato sufficiente un buon telescopio amatoriale dei nostri giorni.
Tutti i satelliti di Urano prendono il nome da personaggi creati da William Shakespeare o da Alexander Pope. Il nome Titania si riferisce alla Regina delle Fate nel Sogno di una notte di mezza estate. I nomi di tutti i quattro satelliti di Urano fino ad allora conosciuti furono suggeriti nel 1852 dal figlio di Herschel, John, su richiesta di William Lassell, che l'anno prima aveva scoperto le altre due lune, Ariel e Umbriel.
Titania venne inizialmente indicata come "il primo satellite di Urano"; nel 1851 William Lassell designò con numeri romani tutti e quattro i satelliti in ordine di distanza dal pianeta, e da allora Titania è conosciuta anche come Urano III.

Il nome Titania è di origine greca antica e significa "Figlia dei Titani".

## Orbita
Titania orbita intorno ad Urano a una distanza di circa 436000 km ed è, tra le sue cinque lune principali, la seconda più lontana dal pianeta. L'orbita di Titania è poco eccentrica e pochissimo inclinata rispetto all'equatore di Urano. Il suo periodo orbitale è di 8,7 giorni circa, e coincide con il suo periodo di rotazione. In altre parole, Titania è un satellite in rotazione sincrona, con un lato sempre rivolto verso il pianeta.
L'orbita di Titania si trova completamente all'interno della magnetosfera di Urano. Ciò è importante, perché gli emisferi di coda dei satelliti in orbita all'interno di una magnetosfera vengono colpiti dal plasma della magnetosfera, che è in rotazione con il pianeta. Questo bombardamento può comportare l'oscuramento degli emisferi di coda, fatto che si verifica per tutte le lune di Urano, ad eccezione di Oberon (vedi sotto).
Poiché Urano orbita intorno al Sole quasi su un fianco, e le sue lune orbitano nel piano equatoriale del pianeta, esse (tra cui Titania) sono soggette ad un ciclo stagionale estremo. Entrambi i poli trascorrono 42 anni in un buio completo, e altri 42 anni alla luce solare continua, con il Sole che sorge vicino allo zenit su uno dei poli ad ogni solstizio. Il sorvolo ravvicinato di Voyager 2 coincise con il solstizio d'estate dell'emisfero meridionale nel 1986, quando quasi tutto l'emisfero settentrionale non era illuminato. Una volta ogni 42 anni, quando Urano ha un equinozio e il suo piano equatoriale interseca la Terra, diventano possibili mutue occultazioni dei satelliti di Urano. Nel 2007-2008 furono osservati alcuni eventi di questo tipo, tra cui due occultazioni di Titania da parte di Umbriel, il 15 agosto e l'8 dicembre 2007.

## Composizione e struttura interna

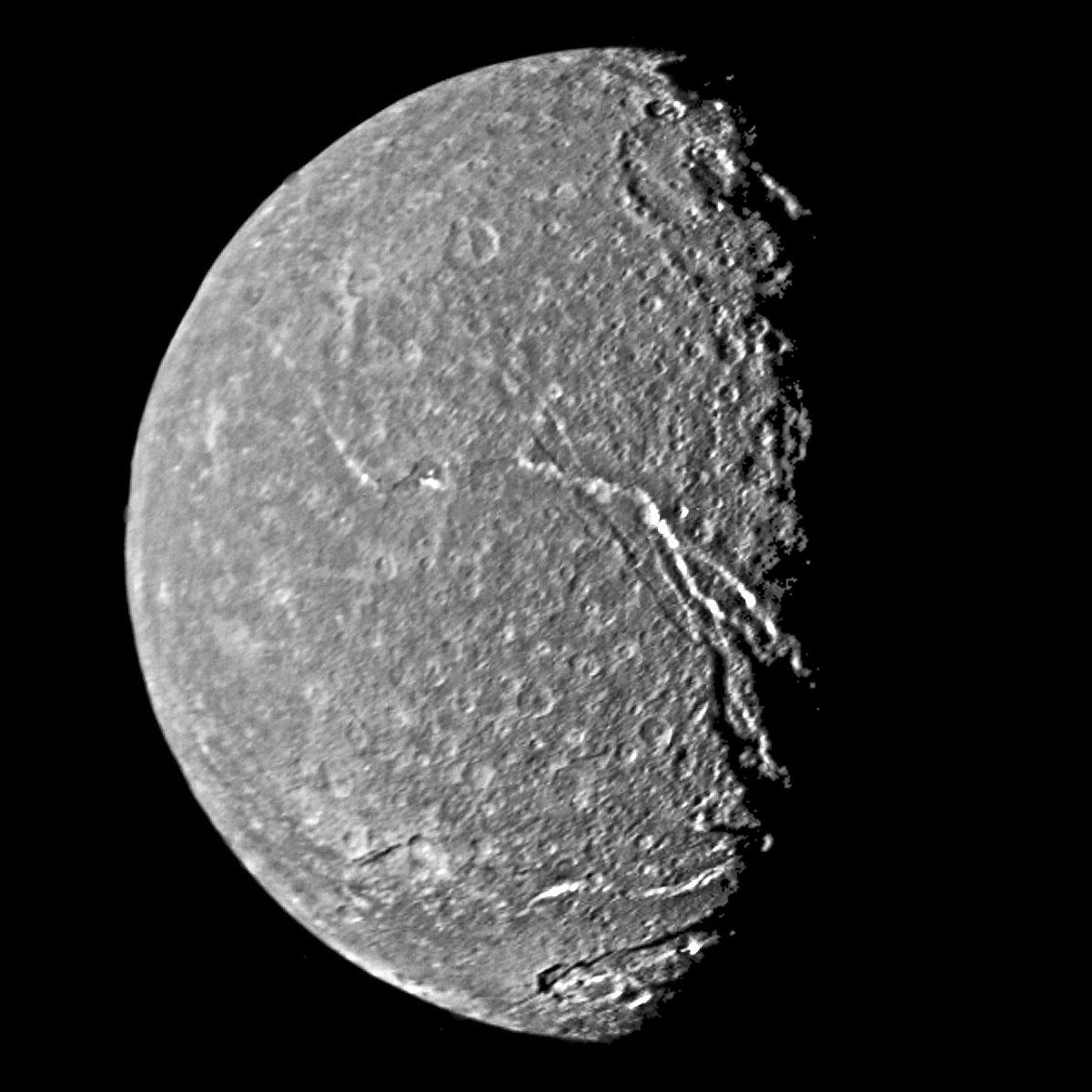
L'immagine a più alta risoluzione di Titania ripresa da Voyager 2 mostra pianure moderatamente craterizzate, enormi fratture e lunghe scarpate. Nella parte inferiore, una regione di pianure più lisce tra cui il cratere Ursula è attraversata dal graben Belmont Chasma.

Titania è la luna più grande e più massiva di Urano, l'ottava luna del Sistema Solare per massa. La sua densità di 1,71 g/cm³, molto superiore alla densità media dei satelliti di Saturno, indica che è composta in proporzioni quasi uguali di ghiaccio d'acqua e di dense componenti non di ghiaccio; queste ultime potrebbero essere roccia e materiale carbonioso, tra cui composti organici pesanti.
La presenza di ghiaccio d'acqua cristallino sulla superficie della luna è supportata da osservazioni spettroscopiche a raggi infrarossi fatte nel 2001-2005. Le bande di assorbimento del ghiaccio d'acqua sono un po' più forti sull'emisfero di testa che sull'emisfero di coda, il contrario di ciò che si osserva su Oberon, dove l'emisfero di coda presenta maggiori evidenze di ghiaccio d'acqua. La causa di questa asimmetria non è conosciuta, ma potrebbe essere correlata al bombardamento di particelle cariche della magnetosfera di Urano, che è più intenso nell'emisfero di coda (a causa della co-rotazione del plasma). Le particelle energetiche tendono a erodere il ghiaccio, a decomporre il metano intrappolato nel ghiaccio sotto forma di idrato clatrato e a scurire altri composti organici, lasciandosi dietro un residuo scuro ricco di carbonio.
A parte l'acqua, l'unico altro composto identificato sulla superficie di Titania mediante spettroscopia infrarossa è l'anidride carbonica (CO2), concentrata principalmente nell'emisfero di coda. L'origine del biossido di carbonio non è completamente chiara. Potrebbe essere prodotta localmente da carbonati o materiali organici sotto l'influenza della radiazione ultravioletta solare o delle particelle cariche provenienti dalla magnetosfera di Urano. Quest'ultimo processo spiegherebbe l'asimmetria nella sua distribuzione, poiché l'emisfero di coda è soggetto a una più intensa influenza magnetosferica rispetto a quello di testa. Un'altra fonte possibile è il degassamento del CO2 primordiale intrappolato dal ghiaccio d'acqua all'interno di Titania. La fuga di CO2 dall'interno potrebbe essere correlata alla passata attività geologica su questa luna.
Titania potrebbe essere differenziata in un nucleo roccioso circondato da un mantello di ghiaccio. Se questo è il caso, il raggio del nucleo di 520 km è circa il 66% del raggio della luna, e la sua massa è circa il 58% della massa totale; le proporzioni sono dettate dalla composizione della luna. La pressione al centro di Titania è di circa 0,58 GPa (5,8 kbar). L'attuale stato del manto ghiacciato non è chiaro. Se il ghiaccio contenesse sufficiente ammoniaca o altro antigelo, Titania potrebbe possedere uno strato di oceano liquido al confine nucleo-mantello. Lo spessore di questo oceano, ammesso che esista, può arrivare fino a 50 chilometri e la sua temperatura è di 190 K circa. C'è da notare tuttavia che la struttura interna di Titania dipende in larga misura dalla sua storia termica, che attualmente è poco conosciuta.
Nel 2023 la NASA ha annunciato che un gruppo di ricerca ha rianalizzato i dati della Voyager 2 e li ha messi a confronto con quelli di missioni successive attorno ad altri giganti gassosi, come la sonda Galileo, la New Horizons e la Cassini, giungendo alla conclusione che ci sono buone possibilità che le quattro maggiori lune di Urano ospitino un oceano di acqua liquida sotto la superficie. Titania, essendo la luna più massiccia è quella che probabilmente ha trattenuto maggiormente il calore interno e di conseguenza l'eventuale oceano sottostante viene ritenuto il luogo potenzialmente più abitabile del sistema uraniano.

## Caratteristiche della superficie

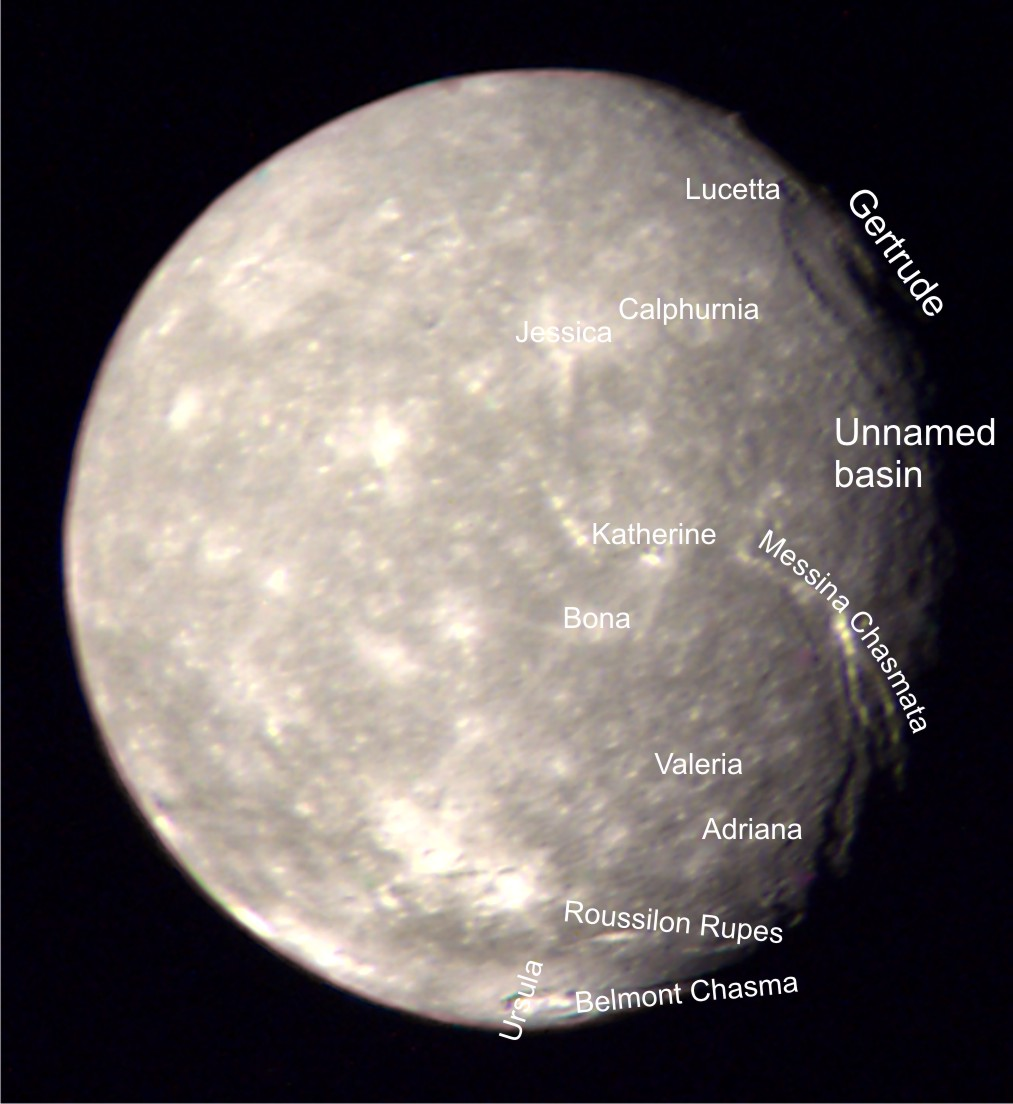
Titania con la nomenclatura delle caratteristiche della superficie. Il polo sud si trova vicino al cratere luminoso non identificato in basso e a sinistra del cratere Jessica.

Tra le lune di Urano, Titania è di luminosità intermedia tra gli oscuri Oberon e Umbriel e i luminosi Ariel e Miranda. La sua superficie si presenta con un forte effetto di opposizione: il suo potere riflettente diminuisce dal 35% ad un angolo di fase di 0° (albedo geometrica) al 25% ad un angolo di circa 1°. Titania ha un'albedo di Bond piuttosto bassa, circa il 17%.
La sua superficie è per lo più rossastra, meno comunque rispetto a quella di Oberon. Tuttavia, i più recenti depositi da impatto danno maggiormente sul blu, mentre le pianure lisce situate nell'emisfero di testa vicino al cratere Ursula e lungo alcuni graben sono un po' più rosse. Potrebbe esserci un'asimmetria cromatica tra gli emisferi di testa e di coda: il primo sembra essere più rosso del secondo dell'8%. Tuttavia, questa differenza è collegata alle pianure lisce e potrebbe essere casuale. L'arrossamento delle superfici probabilmente dipende dalla meteorologia spaziale causata da bombardamenti di particelle cariche e di micro meteoriti in un arco di tempo dell'età del sistema solare. Tuttavia, l'asimmetria cromatica di Titania probabilmente è più relativa all'accrescimento di materiale rossastro proveniente da parti esterne al sistema di Urano, forse da satelliti irregolari, che si sarebbe depositato prevalentemente sull'emisfero di testa.
Gli scienziati hanno classificato tre caratteristiche geologiche su Titania: crateri, chasmata (canyon) e rupes (scarpate). La superficie di Titania è molto meno craterizzata di quelle di Oberon e di Umbriel, il che significa che è molto più giovane. Il diametro dei crateri varia da pochi chilometri a 326 km per il più grande, cratere Gertrude. Alcuni crateri (ad esempio, Ursula e Jessica) sono circondati da materiale espulso (ejecta) luminoso, raggiere di ghiaccio relativamente fresco.
Tutti i grandi crateri di Titania presentano fondi piatti e picchi centrali, a parte Ursula che ha un pozzo al centro. A ovest di Gertrude c'è una zona con topografia irregolare, il cosiddetto "bacino senza nome", che potrebbe essere un altro bacino da impatto fortemente degradato con un diametro di circa 330 chilometri.
La superficie di Titania è attraversata da un sistema di enormi faglie, o scarpate. In alcuni luoghi, due scarpate parallele segnano depressioni nella crosta del satellite, con la formazione di graben, a volte chiamati canyon. Il più importante tra i canyon di Titania è Messina Chasmata, che si estende per circa 1.500 chilometri dall'equatore fin quasi al polo sud. I graben su Titania sono larghi 20–50 km con una profondità di 2–5 km circa. Le scarpate non collegate a canyon si chiamano rupes, come Rousillon Rupes vicino al cratere Ursula. Le regioni lungo alcune scarpate e vicino a Ursula appaiono lisce alla risoluzione delle immagini di Voyager. Queste pianure lisce sono state probabilmente ripavimentate successivamente nella storia geologica di Titania, dopo la formazione della maggior parte dei crateri. La ripavimentazione potrebbe essere stata sia di natura endogena, con eruzione di materiale fluido dall'interno (criovulcanismo), oppure dovuta alla copertura da parte del materiale espulso dai vicini crateri di grandi dimensioni. I graben sono probabilmente gli elementi geologici più giovani su Titania: essi intersecano tutti i crateri e le pianure lisce.
La geologia di Titania è stata influenzata da due forze concorrenti: la formazione di crateri da impatto e la ripavimentazione endogena. La prima ha agito durante tutta la storia della luna e ha influenzato tutte le superfici. Anche i processi della seconda sono stati di natura globale, ma attivi soprattutto per un periodo successivo alla formazione della luna. Essi hanno cancellato il terreno originale molto craterizzato, spiegando così il numero piuttosto basso di crateri da impatto sulla attuale superficie. Ulteriori episodi di ripavimentazione potrebbero essersi verificati successivamente portando così alla formazione di pianure lisce. In alternativa le pianure lisce possono essere coperture di materiale espulso dai crateri nelle vicinanze. I processi endogeni più recenti sono stati soprattutto di natura tettonica e hanno causato la formazione dei canyon, che sono in realtà crepe giganti della crosta di ghiaccio. La rottura della crosta è stata causata dall'espansione globale di Titania del 0,7% circa.

## Atmosfera
La presenza di anidride carbonica sulla superficie indica che Titania potrebbe avere una tenue atmosfera stagionale di CO2, molto simile a quella della luna gioviana Callisto. È poco probabile che siano presenti altri gas, come azoto o metano, in quanto la debole gravità della luna non avrebbe potuto impedire loro di disperdersi nello spazio. Alla temperatura massima raggiungibile durante il solstizio d'estate di Titania (89 K), la pressione di vapore di anidride carbonica è di 3 nbar circa.
L'8 settembre 2001, Titania occultò una stella (HIP106829) con magnitudine apparente di 7,2; fu questa l'occasione per determinare con più precisione il diametro della luna, le sue effemeridi e di rilevare l'esistenza di un'eventuale atmosfera. I dati non hanno rivelato alcuna atmosfera ad una pressione superficiale di 10-20 nanobars; se esistesse, dovrebbe essere molto più sottile di quella di Tritone o di Plutone.
La particolare geometria del sistema di Urano determina che i poli delle lune ricevano più energia solare rispetto alle loro regioni equatoriali. Poiché la pressione di vapore della CO2 aumenta rapidamente con la temperatura, ciò potrebbe portare all'accumulo di anidride carbonica nelle regioni a bassa latitudine, dove essa potrebbe trovarsi stabilmente in zone ad elevata albedo e in regioni ombreggiate della superficie sotto forma di ghiaccio. Durante l'estate, quando le temperature polari raggiungono anche 85-90 K, l'anidride carbonica sublima migrando verso il polo opposto e verso le regioni equatoriali, dando luogo a una specie di ciclo del carbonio. L'anidride carbonica ghiacciata può essere eliminata dalle zone fredde dove si è accumulata dalle particelle della magnetosfera, che la rimuovono dalla superficie. Si ritiene che Titania abbia perso una notevole quantità di anidride carbonica dalla sua formazione 4,6 miliardi anni fa.

## Origine ed evoluzione
Si ritiene che Titania si sia formata per accrescimento nella sub-nebulosa di Urano, un disco di gas e polvere che era presente attorno a Urano per qualche tempo dopo la sua formazione, oppure creato da un impatto gigantesco che molto probabilmente ha dato a Urano la sua elevata obliquità. La precisa composizione della nebulosa non è conosciuta, tuttavia, la densità piuttosto alta di Titania e di altre lune di Urano rispetto alle lune di Saturno indica che era povera d'acqua. Significative quantità di azoto e di carbonio potrebbero essere state presenti sotto forma di monossido di carbonio e N2 al posto di ammoniaca e metano. Le lune che si formarono in questa nebulosa contenevano meno ghiaccio d'acqua (con CO e N2 intrappolati come clatrato) e più roccia, determinando così la maggiore densità.
L'accrescimento di Titania probabilmente durò per diverse migliaia di anni. Gli impatti che accompagnarono l'accrescimento causarono il riscaldamento dello strato esterno della luna. La temperatura massima di circa 250 K (−23 °C), è stata raggiunta a una profondità di 60 chilometri circa. Dopo la fine della formazione, lo strato sotto la superficie si raffreddò, mentre l'interno di Titania si riscaldò a causa del decadimento di elementi radioattivi presenti nelle rocce. Lo strato freddo in prossimità della superficie si contrasse, mentre l'interno si espanse. Ciò causò forti tensioni distensive nella crosta lunare che portarono a fratture. Alcuni degli attuali canyon potrebbero essere il risultato di questo processo durato per circa 200 milioni di anni, il che significa che ogni attività endogena ebbe fine miliardi di anni fa.
Il riscaldamento iniziale dovuto all'accrescimento insieme con il continuo decadimento di elementi radioattivi erano probabilmente abbastanza forti da fondere il ghiaccio in presenza di anticongelanti come ammoniaca (sotto forma di idrato) o sale. Successive fusioni potrebbero aver determinato la separazione del ghiaccio dalla roccia e la formazione di un nucleo roccioso circondato da un mantello di ghiaccio. Uno strato di acqua liquida (oceano) ricco di ammoniaca disciolta potrebbe aver formato la zona di confine tra il nucleo e il mantello. La temperatura eutettica di questa miscela è 176 K (−97 °C). Se la temperatura fosse scesa al di sotto di questo valore, l'oceano si sarebbe successivamente congelato. Il congelamento dell'acqua avrebbe causato l'espansione dell'interno, che potrebbe essere stata responsabile della formazione della maggior parte dei canyon. C'è da tener presente che l'attuale conoscenza dell'evoluzione geologica di Titania è piuttosto limitata.

## Esplorazione
Finora le uniche immagini ravvicinate di Titania sono state riprese dalla sonda Voyager 2, durante il flyby di Urano nel gennaio 1986. Poiché la distanza minima tra il Voyager 2 e Titania era solo di 365200 km, le migliori immagini di questa luna hanno una risoluzione spaziale di circa 3,4 km (solo Miranda e Ariel sono stati ripresi con una risoluzione maggiore). Le immagini coprono circa il 40% della superficie, ma solo il 24% è stato fotografato con la precisione richiesta dalla cartografia geologica. Al momento del sorvolo ravvicinato, l'emisfero meridionale di Titania (come quello delle altre lune) era puntato verso il Sole, così che l'emisfero nord era al buio e pertanto non poté essere studiato.
Nessun altro veicolo spaziale ha mai visitato Urano e Titania. Una possibilità (non realizzata) avrebbe potuto essere quella di far proseguire la sonda Cassini da Saturno verso Urano, con una estensione della missione.

### Missioni future
Nessun altro veicolo spaziale oltre alla Voyager 2 ha mai visitato Urano (e Titania), anche se negli anni 2010 sono state presentate diverse proposte, al momento non accettate per gli alti costi di una missione di così lungo raggio. L'interesse per Titania è derivato dalla possibile presenza di un oceano di acqua liquida al suo interno, tra nucleo e mantello.
Il programma Uranus orbiter and probe, proposto dalla NASA nel 2011 prevedeva il lancio per gli anni 2020-2023, e potrebbe approfondire la conoscenza dei satelliti di Urano tra cui Miranda. La missione era il terzo programma a più alta priorità degli anni 2013-2022, ma è tuttavia stato messo in attesa perché a priorità più bassa rispetto a quelli per Marte ed Europa, la luna di Giove.
Un'altra proposta della NASA per visitare Urano e le sue lune è OCEANUS, il cui lancio avverrebbe verso il 2030 con arrivo nel sistema di Urano nel 2041. Da canto sua invece l'ESA ha proposto ODINUS, il cui lancio sarebbe previsto nel 2034 con arrivo 9 anni dopo nel sistema uraniano, e MUSE (Mission to Uranus for Science and Exploration), che verrebbe lanciata nel 2026 con arrivo dalle parti di Urano nel 2044.. Uranus Pathfinder, con lancio previsto nel 2025 e arrivo nel sistema uraniano nel 2037, è invece una proposta britannica per una missione sviluppata sia dalla NASA che dall'ESA e il cui lancio sarebbe previsto nel 2025. Sia NASA che ESA concordano che missioni future debbano prevedere un orbiter che potrebbe così studiare per lungo tempo il sistema uraniano e le sue lune con risultati che sarebbero certamente più significativi rispetto a quelli di missioni che prevedono il solo sorvolo ravvicinato, come fu quello della Voyager 2.

## Urano visto da Titania
Se ci si posizionasse sull'emisfero di Titania rivolto verso Urano, il pianeta rimarrebbe fisso sulla volta celeste, raggiungendo una dimensione di 11° (20 volte la Luna piena vista dalla Terra).

## Titania nella fantascienza
- Nel romanzo di fantascienza Il blu di Marte, di Kim Stanley Robinson, viene descritta una colonia spaziale su Titania, dove gli umani si sono adattati alla bassa gravità e alla scarsa insolazione naturale del satellite.